# توز ملبار
تُوز مَلَبَار شجرة نفضية متوسطة إلى كبيرة الحجم قد تطول حتى 31 متر (102 قدم). موطنها الأصلي الهند (حيث توجد في أجزاء من غاتس الغربية في منطقة كَرْنَتاكة - كِرَلة وفي غابات وسط الهند) ونيبال وسرِلَنْكَة. ثماره حامزة الطعم. شجرته صناعية يستخرج منها مادة قريبة من الكاد تستعمل استعماله.

## معرِض الصور

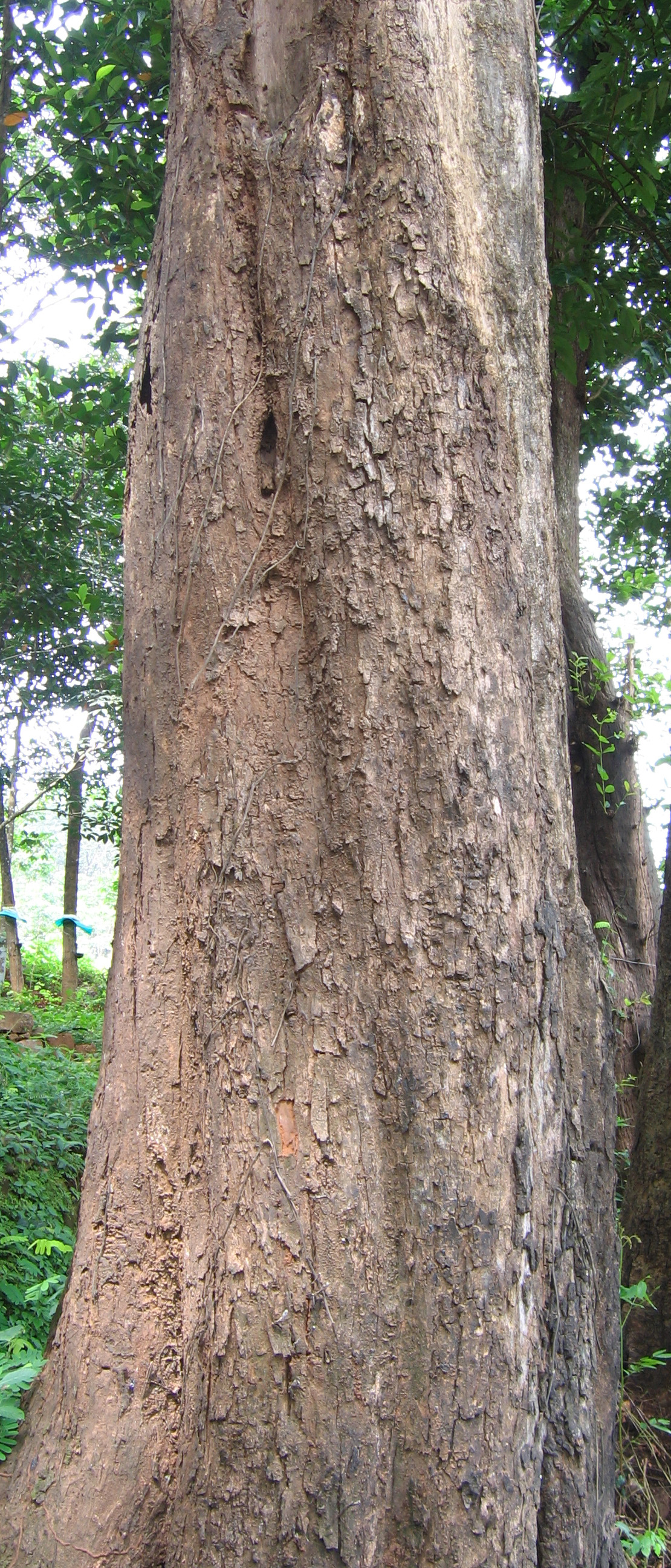
لحاء توز مَلَبار
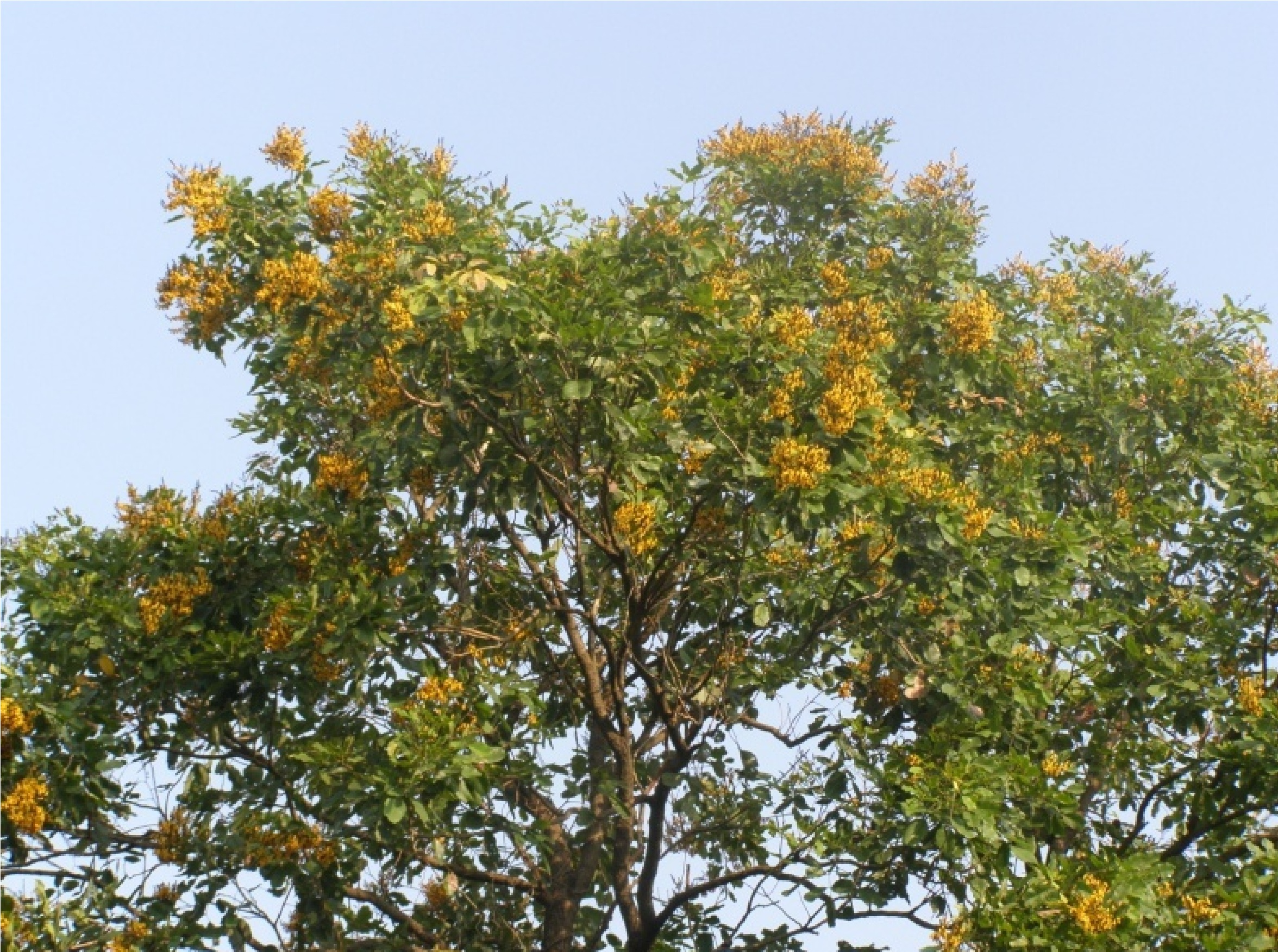
الشجرة
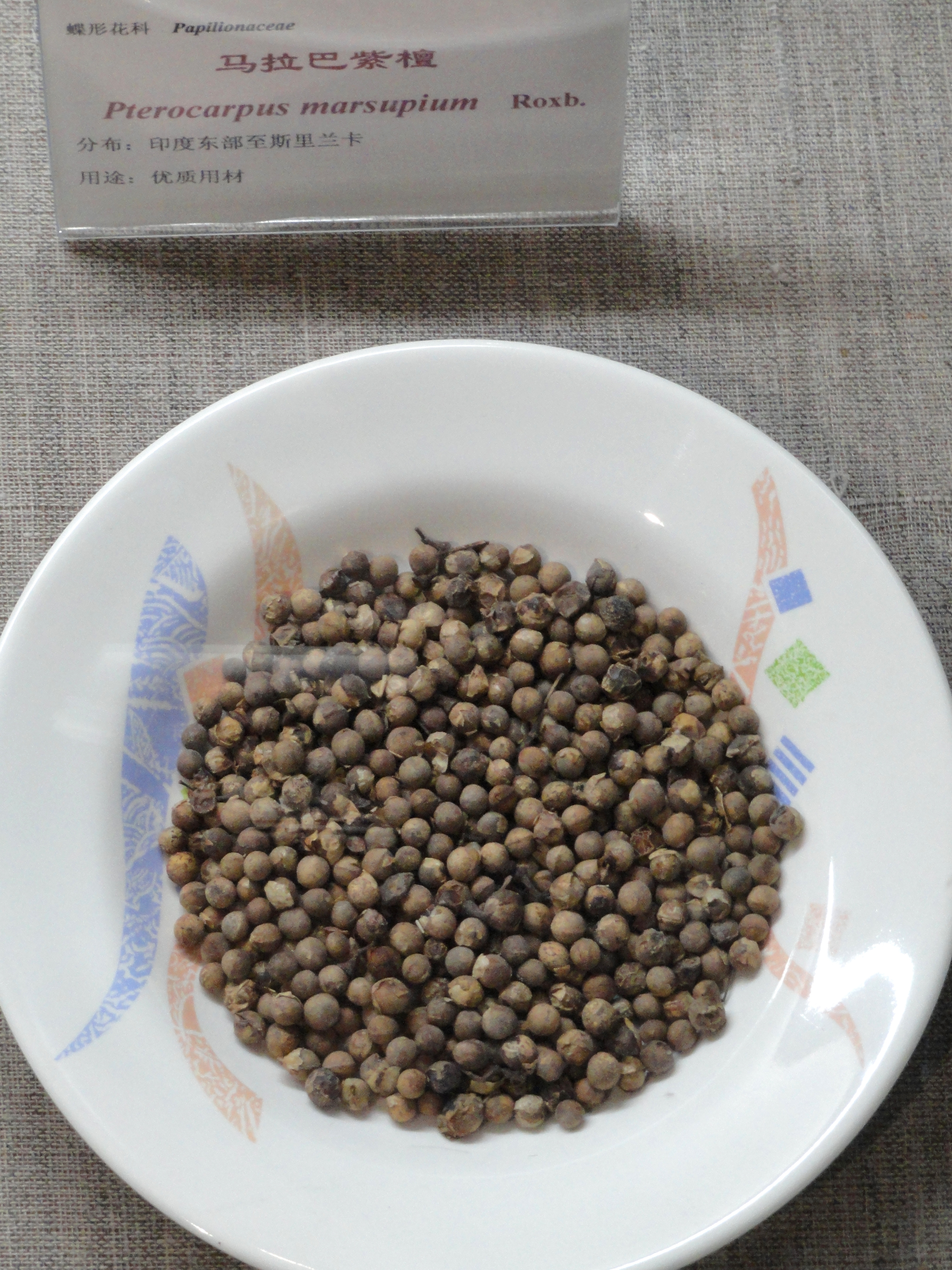
بذور توز ملبار (حديقة كُنْمِنْغ النباتية)